# Fared Saal
Fared Saal (* 18. Februar 1989 in Bonn) ist ein deutsch-algerischer Terrorist. Sein Kampfname ist Abu Luqman al-Almani.
Spätestens seit 2013 ist er in der Terrororganisation Islamischer Staat (IS) in Syrien aktiv. Zuvor hatte er in Deutschland zusammen mit mehreren anderen Salafisten Polizisten mit Steinen beworfen und dafür trotz Vorstrafen eine verhältnismäßig milde Strafe auf Bewährung bekommen, da ihm trotz seiner religiösen Motivation eine positive Sozialprognose bescheinigt wurde. Bekannt wurde er durch Auftritte in Propagandavideos des IS. So zeigt eine der Aufnahmen vom Al-Schaar-Gasfeld, wie der Terrorist hinter einem Haufen blutverschmierter Leichen posiert. Außerdem soll Saal potentielle Kämpfer angeworben und ihnen bei der Ausreise nach Syrien geholfen haben. Im Dezember 2014 soll er versucht haben, zwei Minderjährige aus Österreich nach Syrien zu schleusen. Im März 2018 wurde er in Syrien verhaftet. Ein Jahr später gibt er, immer noch in Haft, mehreren deutschen Journalisten ein Interview. Ende 2019 gelang Saal in Zusammenhang mit der Türkischen Militäroffensive in Nordsyrien die Flucht.
Seit Juni 2017 steht sein Name auf einer Sanktionsliste des UN-Sicherheitsrates.
Er war mit Denis Cuspert befreundet.
Seine Frau Karolina wurde im Juni 2015 vom Oberlandesgericht Düsseldorf wegen IS-Unterstützung zu drei Jahren und neun Monaten Haft verurteilt und nach der Verbüßung von knapp zwei Dritteln ihrer Haftstrafe auf Bewährung freigelassen.